# Strukturierte Finanzierungen
Strukturierte Finanzierungen (englisch structured finance) ist im Bankwesen der Sammelbegriff für Finanzierungsinstrumente, die über die klassische Kreditgewährung hinausgehen und durch komplexe wirtschaftliche, rechtliche, steuerrechtliche oder tatsächliche Vertragsgestaltungen mit mehr als zwei Vertragsparteien gekennzeichnet sind.

## Allgemeines
Strukturierte Finanzierungen gehören zu den Finanzinnovationen, denn erst 1974 begann die Ratingagentur Standard & Poor’s mit dem Rating der ersten strukturierten Finanzierung. Bei der klassischen Kreditgewährung gibt es im Regelfall zwei Beteiligte, und zwar die Bank als Kreditgeber und den Kreditnehmer, unter Umständen noch ergänzt durch einen Sicherheitengeber. Strukturierte Finanzierungen hingegen sind dadurch gekennzeichnet, dass regelmäßig mindestens drei Beteiligte vorkommen, die ausschließlich Unternehmen und nicht natürliche Personen sind. Die auf die Kundenbedürfnisse individuell zusammengestellte Kombination verschiedener Finanzierungsinstrumente ist auf den zukünftigen, erwarteten operativen Cashflow  aus dem der Finanzierung zugrunde liegenden Geschäft sowie auf die damit verbundenen Risiken abgestellt. Strukturierung ist im Rahmen des „financial engineering“ die kundenspezifische Kombination mehrerer Bankprodukte.

## Kriterien
Strukturierte Finanzierungen bestehen aus drei wesentlichen Elementen:
- Cashflow-Orientierung: Strukturierte Finanzierungen richten sich an künftig zu erwartenden Zahlungsströmen aus, die für die Tilgung der strukturierten Finanzierungen verwendet werden. Die erwarteten Cashflows aus einer Transaktion oder einem Projekt stehen bei der Ermittlung der Kapitaldienstfähigkeit des Projekts im Vordergrund.[2]
- Risikoteilung: Die involvierten Banken achten auf eine angemessene Verteilung des Projektrisikos und vermeiden eine einseitige Risikoallokation. Dabei sollten nach dem Effizienz-Prinzip der Risikoallokation die einzelnen Projektrisiken möglichst denjenigen Beteiligten zugewiesen werden, die diese aufgrund ihres Einzelrisiko-bezogenen Know-hows am besten handhaben können.
- Off-Balance-Finanzierung: die zu finanzierenden Vermögensgegenstände werden in eine neu zu gründende Projekt- oder Zweckgesellschaft eingebracht, die auch als Kreditnehmerin fungiert. Da die Kredite oft durch Cashflows von anderen Beteiligten – und nicht vom Kreditnehmer – getilgt werden, spricht man auch von non-recourse-Finanzierung.

Non-recourse („regresslos“, „nicht rückzahlbar“) bedeutet in diesem Zusammenhang, dass nicht der Kreditnehmer selbst, sondern ein anderer Beteiligter vertraglich die Kreditrückzahlung übernimmt. Darüber hinaus wird unter einem „non-recourse loan“ auch ein Kredit verstanden, bei dem lediglich etwaige Kreditsicherheiten für dessen Rückzahlung haften, nicht jedoch die übrigen freien Vermögensbestandteile oder gar eine persönliche Haftung des Gesellschafters vorliegt. Dieser Ausschluss des Rückgriffsrechts ist der wichtigste Unterschied zwischen Asset Backed Securities und besichertem Kredit.

## Arten
Die involvierten Banken verstehen unter strukturierten Finanzierungen unterschiedliche Transaktionen, wobei verschiedene Leasing-Modelle (wie etwa Sale-Lease-Back, Cross-Border-Leasing) oder Objektfinanzierungen teilweise auch als strukturierte Finanzierungen angesehen werden. So subsumierte die WestLB AG im Jahre 2001 die Produkte „Project Finance“, „Export Finance“, „Leveraged Finance“, „Leasing Finance“ und „Structured Leasing and Arbitrage Products“ als strukturierte Finanzierungen. Verallgemeinernd lassen sich
strukturierte Finanzierungen in vier Hauptgruppen einteilen:
- Projektfinanzierungen (englisch project finance): hierzu gehören strukturierte Export- und Handelsfinanzierungen (englisch Export- and Trade finance),
- Akquisitionsfinanzierungen (englisch leverage finance):
  - Beteiligungsfinanzierung (englisch structured equity: Leveraged Buyouts wie Management-Buy-out oder Management-Buy-in) und
  - Objektfinanzierung (englisch Asset based finance wie Leasing, Factoring und Asset Backed Securities),
- Verbriefungen (englisch asset securitization): Bilanzstrukturmanagement und strukturierte Kapital- oder Geldmarktprodukte (wie etwa besicherte Geldmarktpapiere (ABCP), Collateralized Debt Obligation oder Collateralized Loan Obligation),
- Rohstoffhandelsfinanzierung (englisch Commodities finance): Kredite zur Vorfinanzierung der Rohstoffproduktion, die aus dem Exporterlös der verkauften Rohstoffe zurückgezahlt werden.

## Vertragsgestaltung
Die Einbindung mehrerer beteiligter Vertragspartner erfordert ein komplexes Vertragswerk, das dafür zu sorgen hat, dass die Rechte und Pflichten jedes Beteiligten geregelt und die beteiligten Unternehmen in die strukturierte Finanzierung vollständig eingebunden werden. Dabei werden die zur Rückzahlung ganz oder teilweise eingeplanten Cashflows durch Abtretungen vom ursprünglichen Gläubiger an die kreditgebenden Banken umgeleitet. Finanzkennzahlen sorgen dafür, dass sich die ursprünglich projektierte Risikosituation während der Vertragslaufzeit nicht verschlechtert (Einhaltung von Schuldenkennzahlen wie Zinslastquote, Schuldendienstdeckungsgrad oder Kapitaldienstgrenze). Bei den Cashflows ist zu beachten, dass sie nicht nur den Schuldendienst für die strukturierte Finanzierung, sondern darüber hinaus auch die übrigen Kosten der Zweckgesellschaft decken müssen. In diesem Falle ist die Zweckgesellschaft „insolvency remote“ (insolvenzfern). Da meist internationale Verträge zu schließen sind, sind die Rechtswahl, die Wahl der Kreditwährung und das Länderrisiko von erheblicher Bedeutung.

## Organisation bei Banken
Aufgrund der erhöhten fachlichen Anforderungen bestehen für strukturierte Finanzierungen in den Banken regelmäßig besondere Einheiten, die meist dem Investmentbanking zugeordnet sind. Da Banken bei Cashflow-basierten Finanzierungen über das übliche Kreditgeberrisiko hinaus letztlich auch ein dem unternehmerischen Risiko angenähertes Risiko eingehen, ist der Bedarf an Information und die Überwachung (monitoring) des Kreditnehmers bzw. der Transaktion sowie der Wunsch nach Einflussmöglichkeiten und Handlungsoptionen deutlich größer als bei der üblichen Kreditvergabe, die auf die Kapitaldienstfähigkeit des Kreditnehmers und nicht auf die Tragfähigkeit des dem Finanzierungsgegenstand zugrunde liegenden Business-Case abstellt. Bankaufsichtsrechtlich handelt es sich um so genannte Spezialfinanzierungen, die cashflow-basierte, strukturierte Finanzierungen (Projekt-, Objekt- und Rohstoffhandelsfinanzierungen) für nicht diversifizierte Zweckgesellschaften darstellen.